# Nordlig klotmussla
Nordlig klotmussla (Sphaerium nitidum) är en musselart som beskrevs av Westerlund 1876. Nordlig klotmussla ingår i släktet Sphaerium och familjen ärtmusslor. Enligt den finländska rödlistan är arten nära hotad i Finland. Arten är reproducerande i Sverige. Artens livsmiljö är sjöar. Inga underarter finns listade i Catalogue of Life.